# Celastrina valeria
Celastrina valeria är en fjärilsart som beskrevs av Hans Fruhstorfer 1910. Celastrina valeria ingår i släktet Celastrina och familjen juvelvingar. Inga underarter finns listade i Catalogue of Life.